# Marko Pavliha
Marko Pavliha, slovenski politik, poslanec, pravnik, redni profesor prava, publicist in pisatelj, * 15. december 1962, Ljubljana. 
Je mednarodno priznan pravni strokovnjak. Bil je poslanec v Državnem zboru, sprva kot član Liberalne demokracije Slovenije, leta 2007 pa je prestopil k Socialnim demokratom.

## Življenjepis
Študiral je v Ljubljani, Splitu in Montrealu, vrsto let je delal v gospodarstvu (Splošna plovba, Kompas, Pozavarovalnica Sava in Jedrski pool GIZ), potem pa se je zaposlil na Univerzi v Ljubljani, kjer je bil vrsto let (in je zopet) predstojnik katedre za pomorsko in prometno pravo na Fakulteti za pomorstvo in promet in tudi prodekan, dokler ni bil leta 2004 izvoljen v slovensko vlado kot minister za promet, kasneje pa kot poslanec in podpredsednik državnega zbora. Pavliha se je po končanem poslanskem mandatu vrmil v akademski svet, kjer predava na fakulteti za pomorstvo in promet, pravni fakulteti in ekonomski fakulteti ljubljanske univerze ter na Inštitutu za mednarodno pomorsko pravo na Malti, gostoval pa je tudi na prestižnih univerzah v Belgiji, Avstraliji in na Malti. Prof. Pavliha je član številnih domačih in mednarodnih organov ter strokovnih združenj, je eden od ustanovitvenih članov in predsednik Društva za pomorsko pravo Slovenije, v obdobju 2003-04 je bil generalni sekretar Mednarodnega pomorskega odbora (CMI), je avtor in soavtor 20 knjig in več kot 500 člankov, za svoje delo pa je prejel vrsto priznanj, med katerimi je še posebej pomembna nagrada “Pravnik leta 2001”, ki mu jo je podelila Zveza društev pravnikov Slovenije, šestkrat pa je bil v okviru akcije Ius Software izbran med deset najvplivnejših slovenskih pravnikov.
Leta 2021 je prejel zlato plaketo Univerze v Ljubljani.
Marca 2007 je skupaj s še tremi člani (Anton Rop, Lavtižar Bebler in Milan M. Cvikl) izstopil iz LDS in prestopil v poslansko skupino Socialnih demokratov; z njihovim pristopom je poslanska skupina SD postala največja opozicijska stranka. V mandatu 2004–2008 je bil med drugim podpredsednik Državnega zbora Republike Slovenije, predsednik dveh skupin prijateljstva (s Kanado in Malto), vodja slovenske delegacije v Evro-sredozemski parlamenarni skupščini in član naslednjih delovnih teles:
- Odbor za notranjo politiko, javno upravo in pravosodje,
- Odbor za promet,
- Odbor za visoko šolstvo, znanost in tehnologijo Državnega zbora Republike Slovenije
- Ustavna komisija in
- Kolegij predsednika Državnega zbora Republike Slovenije.

Junija 2011 je postal soustanovitelj t. i. resetirancev (poleg njega so v skupini še Gregor Virant, Janez Šušteršič, Matej Lahovnik, Rado Pezdir in Žiga Turk), ki so dobili ime potem, da so pozvali k »resetiranju« Slovenije ter k predčasnim volitvam.
Na ustanovnem kongresu Državljanske liste Gregorija Viranta 21. oktobra 2011 je bil izvoljen v svet stranke.
Na državnozborskih volitvah leta 2011 je kandidiral na Državljanski listi Gregorja Viranta.
16. januarja 2012 je podal odstopno izjavo in izstopil iz Državljanske liste Gregorija Viranta.

## Knjige
- Prevozno pravo: pogodbe o prevozu tovora, potnikov in prtljage (soavtor Patrick Vlačič, 2007-2.izd.)
- Mala šola retorike: za pravnike in še za koga (soavtorica Bogdana Herman), 2011
- Pavlihizmi in slična čivkanja brez twiterja (2013)
- Svetovni etos: globalno in lokalno (zbornik, sourednik Borut Ošlaj, 2013)
- Svetovni etos in celostna pedagogika (zbornik, sourednik Borut Ošlaj, 2014)
- Pravo družb in poslovno pravo (učbenik, soavtor Branko Korže, 2014-2.izd.)
- Zavarovalno pravo (učbenik, 2021-3.izd.; s soavtorji)
- Svetilnik: padci in pobiranja poetičnega pravnika (2023)
- Potop: roman na dah (2025)